# Konsul rzymski

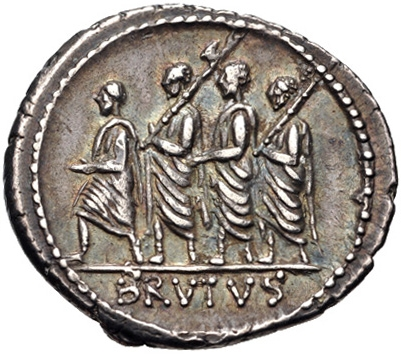
Konsul w asyście dwu liktorów, poprzedzany przez woźnego (accensus), wyobrażenie na rewersie denara republikańskiego z 54 p.n.e.

Konsul (łac. consul – l.mn. consules od consulere 'radzić (się)') – w starożytnym Rzymie, w okresie republiki był jednym z dwóch najwyższych rangą urzędników wybieranych przez komicje centurialne na roczną kadencję. Był odpowiedzialny za politykę zagraniczną.

## Historia

### Republika
Powstanie urzędu konsula wiąże się z obaleniem monarchii i ustanowieniem republiki w 509 p.n.e. Pierwszymi konsulami byli właściwi sprawcy obalenia króla Tarkwiniusza Pysznego – siostrzeniec władcy Lucjusz Juniusz Brutus i jego kuzyn Lucjusz Tarkwiniusz Kollatyn. Pierwotnie konsulów nazywano mianem pretorów konsularnych (praetores consules lub iudices), natomiast dopiero od 367 p.n.e. zaczęto ich nazywać konsulami (co można tłumaczyć jako "doradcy"). Najważniejszą prerogatywą było posiadanie imperium królewskiego, czyli inaczej najwyższej władzy. Jedynym ograniczeniem tego przywileju była zasada provocatio ad populum, czyli prawo odwołania się obywatela od zasądzonej przez konsula kary śmierci do ludu. Od samego zarania oprócz kolegialności urzędu istniała zasada jego rocznej kadencyjności. Pełnienie funkcji konsula rok po roku było niedopuszczalne, choć zasada ta została u schyłku republiki złamana. Wraz z imperium konsulowie przejęli od królów szereg powinności religijnych (auspicja, dedykowanie świątyń, przewodniczenie uroczystościom religijnym, składanie ślubów), były to jednak powinności związane z politycznym życiem wspólnoty. Obowiązki stricte religijne przejął Pontifex Maximus. W 444 p.n.e. trybun Kanulejusz złożył wniosek o dopuszczenie plebejuszy do konsulatu. Po zaciętych sporach zgodzono się na zawieszenie konsulatu, zamiast niego wprowadzono nowy urząd trybunów wojskowych z władzą konsularną (tribuni militum consulari potestate) powoływanych w liczbie od 3 do 8, dostępny zarówno dla patrycjuszy jak i plebejuszy. Część uprawnień konsulów przeniesiono jednak na ustanowiony wówczas (443 p.n.e.) urząd cenzora, dostępny tylko dla patrycjuszy. Ta forma rządu trwała do 366 p.n.e., kiedy na mocy lex Licinia Sextia powrócono do wyboru dwóch konsulów, tym razem powoływanych zarówno z patrycjuszy jak i plebejuszy, jednak taki układ miał faktycznie miejsce dopiero w 172 roku p.n.e.

### Cesarstwo
W okresie cesarstwa ranga konsulatu mocno zmalała, konsulowie nie mieli poważniejszych uprawnień. Odebrano im władzę nad wojskiem (przejętą przez cesarza jako imperatora) i utracili wpływ na politykę państwa, uzyskując w zamian drugorzędne funkcje jurysdykcyjne (cywilne w sprawach niespornych), przewodniczyli też w senacie, gdzie cesarz był pierwszym senatorem (princeps senatus). Za pryncypatu ich liczba wzrosła, gdy stworzono obok zasadniczej pary eponimicznej (consules ordinarii) dodatkowe pary konsulów (consules suffecti), którzy sprawowali coraz bardziej tytularny urząd tylko przez parę miesięcy. Sam urząd konsula, a więc najbardziej niegdyś typowy dla arystokratycznej republiki, traktowany był jako nagroda za zasługi wobec osoby cesarza. Czasem konsulat sprawował cesarz, co nie zwiększało jego władzy, było jedynie dodatkiem do tytulatury. W skrajnych przypadkach, np. w 190 roku n.e. za panowania cesarza Kommodusa sprawowało konsulat w jednym roku ponad 20 osób.
W okresie dominatu funkcja konsula stała się czysto honorowa. Od reform Konstantyna Wielkiego wybierano nadal dwóch konsulów, jednak odtąd jednego w Rzymie, drugiego w Konstantynopolu. Zasada ta została jednak szybko złamana i bywały lata, kiedy tylko jedna część cesarstwa miała swojego konsula.

### Od upadku cesarstwa do reform Justyniana
Pomimo upadku cesarstwa zachodniorzymskiego nadal mianowani byli dwaj konsulowie, jeden dla wschodu, drugi dla zachodu. Trwało to aż do czasów Justyniana I Wielkiego. W 534 zlikwidował on konsulat w Rzymie, zaś w 541 włączył konsulat w Konstanynopolu do tytulatury cesarskiej.

### Konsulat w cesarstwie wschodnim
Od roku 541 tytuł konsula przyjmował cesarz bizantyjski w pierwszym roku swego panowania. Zdarzały się jednak przypadki nadawania honorowo tytułu konsula w danym roku.
Konstans II oficjalnie zrezygnował z przyjmowania w pierwszym roku panowania tytułu konsula, jednak oficjalnie lata nadal liczone były od konsulatu cesarza w pierwszym roku panowania. Wyjątkiem od tej reguły był cesarz Justynian II Rhinotmetos, który przez całe swoje panowanie w latach 686-695 nosił tytuł konsula.
Od 726 doża Wenecji otrzymał tytuł konsula od cesarza bizantyjskiego. Również kilku następnych dożów otrzymało z rąk cesarza konsulat.
W roku 739 papież zaoferował tytuł konsula Karolowi Młotowi, jednak odrzucił on tę propozycję. W 800 roku konsulem został Karol Wielki, co spowodowało krótkotrwały spór z Bizancjum, zakończony ostatecznie porzuceniem planów wskrzeszenia konsulatu na zachodzie.
Po wstąpieniu na tron w 889, cesarz Leon VI Filozof ostatecznie zlikwidował konsulat.

### Wskrzeszenie konsulatu na zachodzie
W 915 cesarz rzymski i król Włoch Ludwik III Ślepy przywrócił konsulat na zachodzie. Od tej pory tytuł konsula nosił palatyn miasta Rzymu z ramienia cesarza.
W roku 1024 tytuł konsula przyjął papież Jan XIX, ostatecznie potwierdzając tym samym władzę papieży nad Rzymem. Ostatni konsul, Petrus, został mianowany w roku 1056.

## Wybory
Konsulowie byli wybierani przez komicja centurialne, obejmowali urząd początkowo od 1 marca, a po roku 153 p.n.e. od 1 stycznia. Kadencja trwała 1 rok. Kandydat (candidatus zwany tak od lśniąco białej togi toga candida) musiał osobiście zgłosić się na forum. Konsul musiał mieć ukończone 42 lata, sprawować poprzednio urzędy przewidziane tzw. cursus honorum czyli kolejno kwesturę, edylat i preturę. Reelekcja po zakończeniu rocznej kadencji była możliwa, jednak w 342 p.n.e. wprowadzono 10 letnią przerwę między sprawowaniem urzędu, a w 151 p.n.e. reelekcja została zakazana (w wypadkach krytycznych zawieszano). W wypadku śmierci lub zrzeczenia się urzędu przez jednego z konsulów, drugi zwoływał komicja, które wybierały konsula dokooptowanego (consul suffectus).
W okresie cesarstwa władza konsulów uległa znacznemu ograniczeniu, ich wyboru dokonywał senat, na wynik głosowania decydujący wpływ miał cesarz, mogąc oficjalnie zalecać swoich kandydatów (recomendatio). Jednocześnie bycie byłym konsulem (vir consulari) było warunkiem otrzymania tytułu prokonsula i otrzymania zarządu prowincji. Ponieważ liczba prowincji uległa znacznemu zwiększeniu, potrzebna była duża liczba konsularów. Aby to osiągnąć zwyczajem stał się wybór konsulów zwyczajnych (consules ordinari) na pierwsze miesiące w roku oraz kilku konsulów uzupełniających (consules suffecti) na pozostałe miesiące. Prestiż z piastowania urzędu konsula zwyczajnego był większy dlatego zwyczajowo było poprzedzone wyborem na urząd konsula uzupełniającego.

### Zakres władzy
- Konsul posiadał tzw. imperium maius (dosł. większa władza), czyli najwyższą cywilną i wojskową władzę wykonawczą. Był zwierzchnikiem wszystkich innych urzędników, z wyjątkiem trybunów ludowych. Posiadał władzę anulowania zarządzeń innych urzędników, posiadał też prawo karania za nieprzestrzeganie wydanych zarządzeń (coercitio). Mógł każdego obywatela zawezwać do stawiennictwa (tzw. vocatio), a w razie odmowy kazać aresztować i doprowadzić (tzw. prensio).
- Konsulowie posiadali prawo zwoływania ludu na zgromadzenia (ius agendi cum populo) i senatu (ius agendi cum patribus). Przewodniczyli ich obradom, poddawali pod głosowanie wnioski i wykonywali podjęte uchwały[3][8].
- Posiadali tzw. imperium militare (dosł. władza walczenia), prawo zaciągania wojska, dowodzenia nim i powoływania trybunów wojskowych, centurionów, legatów itd. W armii konsul miał nieograniczoną władzę życia i śmierci do II w. p.n.e.
- Konsulowie dysponowali również pewnymi kompetencjami religijnymi, a mianowicie interpretowali auspicia, czyli oficjalne wróżby dokonywane przez augurów – mogli w ten sposób zadecydować, czy wyruszenie na wyprawę wojenną jest zgodne z wolą bogów, czy nie.
- Pierwotnie ustalali także listę senatorów, wykonywali sądowniczą władzę karną i cywilną w Rzymie, ale kompetencje te utracili na rzecz cenzora i pretora.
- Pod koniec republiki konsulowie mogli osiągnąć specjalne, daleko idące kompetencje na mocy tzw. Senatus consultum ultimum.
- Na terenie Rzymu władza konsulów ograniczona była wetem trybuna ludowego oraz możliwością odwołania się obywatela rzymskiego do zgromadzenia ludowego – ius provocationis. Poza tym każdy z konsulów mógł wetować decyzje swego kolegi (intercedere).

Insygniami urzędu konsula były: toga z szerokim purpurowym szlakiem (toga praetexta), krzesło kurulne (sella curulis) oraz asysta 12 liktorów z pękami rózg, a poza miastem z wetkniętymi 12 toporami (fasces). Rózgi wyrażały one nieograniczoną władzę nad obywatelami rzymskimi oraz prawo do arbitralnego ferowania wyroków. Pod względem ilości oznak i liktorów, dostojeństwo konsula było dwa razy większe od pretora.
Nazwiskami konsulów oznaczano lata (byli oni tak zwanymi urzędnikami eponimicznymi), np. rok 63 p.n.e. nie był w Rzymie oznaczany numerem od założenia Rzymu, lecz sformułowaniem rok konsulatu Marka Cycerona i Gajusza Antoniusza.
Listę konsulów można odtworzyć z zachowanych spisów, tzw. fasti consulares, prowadzonych przez pontyfików. W Rzymie, w okresie republiki, lata były datowane według nazwisk konsulów.

## Pozostałe informacje
Konsul przekazując swój urząd następcy wypowiadał zdanie: feci quod potui, faciant meliora potentes (zrobiłem, co mogłem, kto potrafi, niech zrobi lepiej).